# جراحة أنقذت حياتي
جراحة أنقذت حياتي (Surgery Saved My Life) هي عبارة عن سلسلة وثائقية تمت إذاعتها لمدة عامين على شبكة تلفزيون ديسكفري. وهي عبارة عن عرض طبي يُبرز أناسًا يعانون من مشكلات صحية تهدد حياتهم. وفي هذه السلسلة، تقوم عدسات التصوير بمتابعة المرضى أثناء إجراء عمليات جراحية لهم والأطباء أثناء التجهيز وحتى الانتهاء من العمليات التي تجرى لإنقاذ حياة المريض.

## نظرة عامة
أشخاص يعانون من مشكلات صحية تهدد حياتهم أثناء إجراء عملية جراحية لهم.

## طاقم الممثلين
تكوّن طاقم الممثلين من جريتشين ميللر (Gretchen Miller) وجادي غزي (Jade Gzi) (نسبة إلى "جادي وو") (Jade Wu) صديق جريتشين {في الدراما} ودومونيك باكويل (Dominic Bakewell) والدكتور بوتشي آديجي (Boachie-Adjei) وليا هاربر (Leah Harper) والدكتور جاكوز (Jaquiss) والدكتور لياو (Liau) وآليسون لويري (Allison Lowery) وآن مارتن (Ann Martin) وسيباستيان مارتن (Sebastian Martin) وتراسي مارتن (Tracy Martin) والدكتور بيري (Perry) وسكاي تيتوس (Sky Titus) والدكتور إلكوود (Elkwood).

## وصلات خارجية
- الموقع الإلكتروني الرسمي
- جراحة أنقذت حياتي على موقع IMDb (الإنجليزية)
- جراحة أنقذت حياتي على موقع ميتاكريتيك (الإنجليزية)
- جراحة أنقذت حياتي على موقع قاعدة بيانات الفيلم (الإنجليزية)